# كادوماتسو

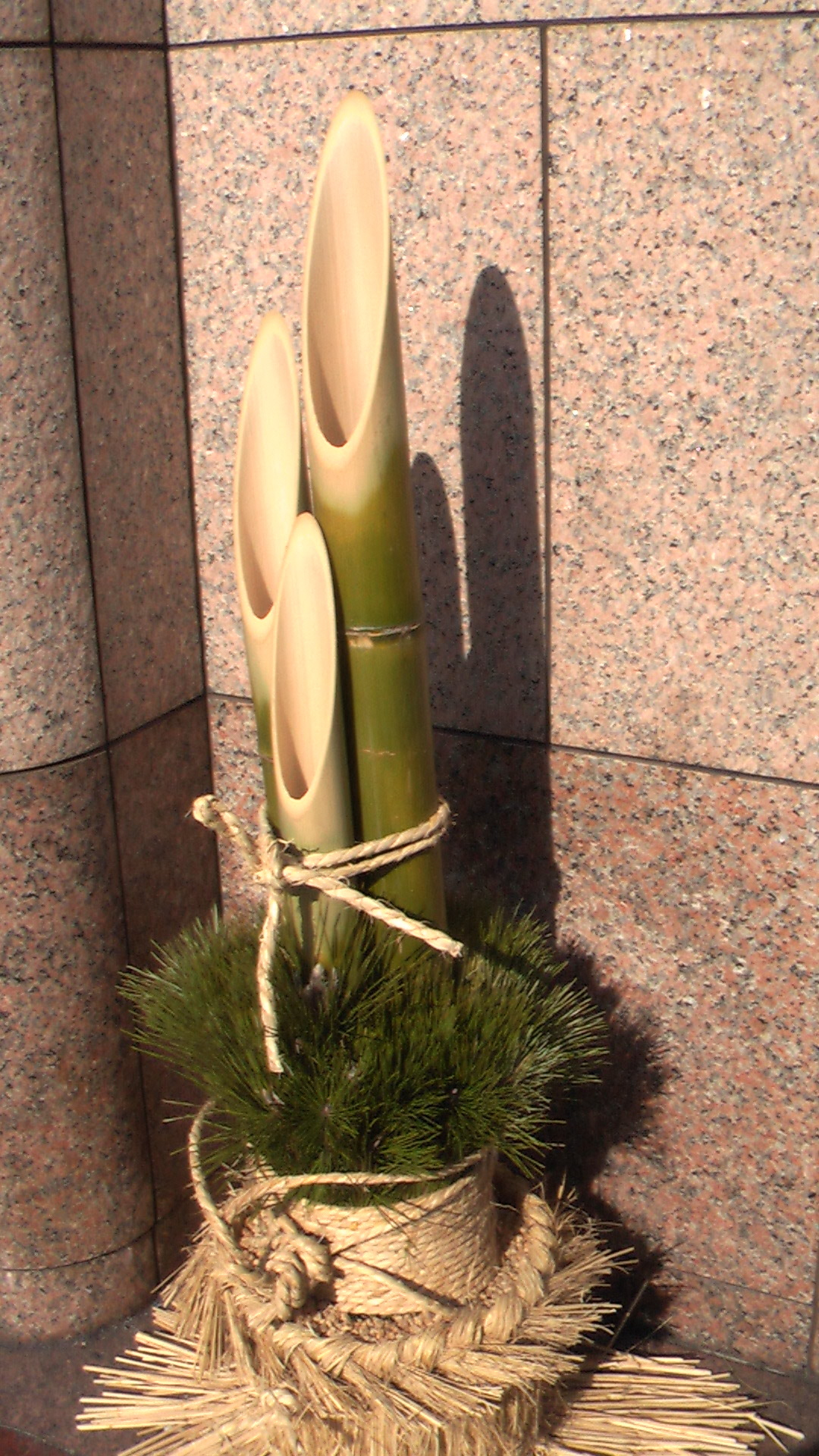
أحد الكادوماتسو في كاماكورا.

كادوماتسو (باليابانية: 門松) وتعني حرفيا «صنوبر البوابة» هي قطعة ديكور تقليدية في اليابان توضع عند الاحتفال بالسنة الجديدة على شكل أزواج أمام المنازلهم والتي من المفترض بها أن تستقبل أرواح الأجداد أو كامي الحصاد، وتوضع عادة بعد عيد الميلاد حتى 7 كانون الثاني/يناير (أو 15 كانون الثاني/يناير أثناء فترة إيدو)، وتعتبر مساكن مؤقتة للكامي. تختلف تصاميم الكادوماتسو تبعاً للمنطقة ولكنها تكون عادة مصنوعة من أشجار الصنوبر، الخيزران، والتي تشير إلى طول العمر والازدهار على التوالي.

## البناء والتوظيف
يتكون الجزء المركزي من كادوماتسو من ثلاثة براعم خيزران كبيرة، على الرغم كادوماتسو من البلاستيك. بشكل مماثل لتقاليد الإيكيبانا (ترتيب الزهور الياباني)، فإن الكادوماتسو ترتب على ارتفاعات مختلفة وتمثل السماء، و الإنسان، بحيث تكون الأرض هي الأدنى والسماء هي الأعلى. بعض الكادوماتسو يضع الإنسان والأرض في نفس الارتفاع وتربط هذه بحصير القش وخيط من البوص غزل حديثا. يتم وضع الكادوماتسو في أزواج على جانبي البوابة والذي يمثل الذكور والإناث.